# Yolanda Varela
Carmen Yolanda Sainz Reyes (Hidalgo del Parral, Chihuahua, México, 30 de marzo de 1930-Ciudad de México, 29 de agosto de 2009), conocida como Yolanda Varela, fue una actriz mexicana, principalmente reconocida por sus participaciones en numerosas películas, como Dos tipos de cuidado (1953), con Pedro Infante y Jorge Negrete, Lo que le pasó a Sansón (1955), El sultán descalzo (1956) y La casa del terror (1959), con Germán Valdés “Tin-Tan”; Viva la juventud (1956) y Yo quiero ser artista (1958), ambas con Adalberto Martínez “Resortes”, y Una movida chueca (1956), con Antonio Espino “Clavillazo”.

## Biografía y carrera
Carmen Yolanda Sainz Reyes nació el 30 de marzo de 1930 en Hidalgo del Parral, Chihuahua. Desde muy joven comenzó a estudiar ballet en el Instituto Nacional de Bellas Artes, y gracias a su natural simpatía se abrió camino en la industria cinematográfica mexicana, donde debutó en 1946 en la película Recuerdos de mi valle, a la que siguieron intervenciones en pequeños papeles. Su primera gran oportunidad le llegó después de ganar el concurso “reina de los fotógrafos”, que organizaba la incipiente televisión de México, donde también concursaba quien lograría el cuarto lugar de Miss Universo, Ana Bertha Lepe, solo que en este certamen quedaría relegada por Varela, a quien el productor y director Ismael Rodríguez escoge para uno de los roles principales de la cinta Dos tipos de cuidado (1953), que reuniría por primera y única vez en pantalla a los máximos ídolos de México: Jorge Negrete y Pedro Infante, junto a Carmelita González.
Después del éxito de Dos tipos de cuidado, Varela empezó a ser más requerida por los productores y filmó las cintas: Fuerza de los humildes (1955), con una de las parejas emblemáticas del cine mexicano: Roberto Cañedo y Columba Domínguez, Lo que le pasó a Sansón (1955), junto a Germán Valdés "Tin-Tan", El siete leguas (1955), con Luis Aguilar, ¡Viva la juventud! con Adalberto Martínez "Resortes", María Victoria, Andy Russell, Lorena Velázquez, Rosa María Montes, Una movida chueca (1956), con Antonio Espino "Clavillazo", Con quien andan nuestras hijas (1956), con Martha Mijares y Silvia Derbez, El sultán descalzo (1956), nuevamente con Tin-Tan, Los amantes (1956), por la que consigue la nominación al Premio Ariel, perdiéndolo ante Silvia Pinal, La torre de marfil (1958), con Ernesto Alonso y Marga López, Escuela de rateros (1957), última cinta de Pedro Infante, Quiero ser artista (1958), nuevamente con Resortes, Isla para dos (1959), con Arturo de Córdova y La hermana blanca (1960), con el galán español Jorge Mistral.    
En 1960 se casó con Fernando de Fuentes Reyes, hijo del célebre director y productor Fernando de Fuentes Carrau, tras un noviazgo de cinco años, a quien conoció durante el rodaje de Lo que le pasó a Sansón (1955), dejando temporalmente su carrera, a la que regresó gracias a la invitación que le haría Ismael Rodríguez para protagonizar la película mexicana-española rodada en Berlín, El niño y el muro (1965), que obtuvo el premio especial del jurado en el Festival de Mar del Plata de 1965, y en el Festival de Valladolid, España, recibió la Carabela de Plata.[cita requerida]
Pese al gran recibimiento de El niño y el muro y a las nuevas ofertas de trabajo, Varela decide dedicarse a su esposo, con quien procreó cuatro hijos: Yolanda, Gabriela, Fernanda y Fernando, y solo acepta participar en dos cintas más: Departamento de soltero (1971), con Mauricio Garcés, en la cumbre del éxito y una muy pequeña intervención en  Diana, René y El Tíbiri (1988). En 1991 fallece su esposo y el resto de su vida se mantiene alejada de la vida pública. 

### Muerte
El 29 de agosto de 2009, Varela falleció en Ciudad de México a los 79 años, a causa de una embolia cerebral. Su cuerpo fue cremado y sus cenizas se depositaron en la iglesia de la Covadonga, Lomas de Chapultepec, ubicada en la misma ciudad.

## Filmografía
- Diana, René, y El Tíbiri (1988)
- La pachanga (1981)
- Departamento de soltero (1971)
- El niño y el muro (1964)
- La hermana blanca (1960)
- Amor en la sombra (1960)
- Tres angelitos negros (1960)
- La casa del terror (1959)
- Isla para dos (1959)
- El derecho a la vida (1959)
- Los hijos del divorcio (1958)
- Quiero ser artista (1958)
- La torre de marfil (1958)
- Escuela de rateros (1957)
- Locos peligrosos (1957)
- Asesinos de la noche (1957)
- Los amantes (1956)
- Llamas contra el viento (1956)
- La herida luminosa (1956)
- Viva la juventud! (1956)
- El sultán descalzo (1956)
- Con quién andan nuestras hijas (1956)
- Una movida chueca (1956)
- El 7 leguas (1955)
- Lo que le pasó a Sansón (1955)
- Fuerza de los humildes (1955)
- La sombra de Cruz Diablo (1955)
- Al diablo las mujeres (1955)
- ¿Mujer... o fiera? (1954)
- Dos tipos de cuidado (1953)
- Acuérdate de vivir (1953)
- Prefiero a tu papá..! (1952)
- Escuela para casadas (1949)
- Recuerdos de mi valle (1946)

## Nominaciones

### Premios Ariel
| Año  | Categoría | Película    | Resultado |
| ---- | --------- | ----------- | --------- |
| 1957 | Actriz    | Los amantes | Nominada  |